# Amt Ulrichstein
Das Amt Ulrichstein war ein Amt der Landgrafschaft und zuletzt des Großherzogtums Hessen.

## Funktion
In Mittelalter und Früher Neuzeit waren Ämter eine Ebene zwischen den Gemeinden und der Landesherrschaft. Die Funktionen von Verwaltung und Rechtsprechung waren hier nicht getrennt. Dem Amt stand ein Amtmann vor, der von der Landesherrschaft eingesetzt wurde. 

## Bestandteile
1568 wurde ein Leibeigenregister für das Amt Ulrichstein aufgestellt. Die Orte des Amtes entsprachen weitgehend denen von 1821.
Zum Ende seines Bestehens war das Amt Ulrichstein in die Gerichtsbezirke Bobenhausen, Felda und Storndorf untergliedert. Hinzu trat noch die Stadt Ulrichstein als eigener Bezirk. Die zugehörigen Ortschaften waren:
- Altenhain, Gericht Bobenhausen
- Bobenhausen, Gericht Bobenhausen
- Felda, Gericht Felda
  - Groß-Felda
  - Klein-Felda
- Feldkrücken, Gericht Bobenhausen
- Höckersdorf, Gericht Bobenhausen
- Helpershain, Gericht Felda
- Kestrich, Gericht Felda
- Köddingen, Gericht Felda
- Kölzenhain, Gericht Bobenhausen
- Langwasser (Hof), Gericht Felda
- Meiches, Gericht Felda
- Ober-Seibertenrod, Gericht Bobenhausen
- Petershainer Hof, Gericht Felda
- Schellnhausen, Gericht Felda
- Schmitten (Hof), Gericht Bobenhausen
- Selgenhof (Hof), Gericht Felda
- Sellnrod, Gericht Bobenhausen
- Sigmundshäuser Hof (Hof), Gericht Felda
- Storndorf, Gericht Storndorf
- Stumpertenrod, Gericht Felda
- Ulrichstein
- Windhausen, Gericht Felda
- Wohnfeld, Gericht Bobenhausen

## Geschichte
Das Amt Ulrichstein gehörte zum Altbestand der Landgrafschaft Hessen. Nach den hessischen Landesteilungen des 16. und 17. Jahrhunderts gelangte es abschließend zur Landgrafschaft Hessen-Darmstadt, die dann 1806 zum Großherzogtum Hessen wurde. Hier lag das Amt in der Provinz Oberhessen.
Ab 1820 kam es im Großherzogtum zu Verwaltungsreformen. 1821 wurde auch auf unterer Ebene Justiz und Verwaltung getrennt, die Ämter wurden alle aufgelöst. Für die bisher in den Ämtern wahrgenommenen Verwaltungsaufgaben wurden Landratsbezirke geschaffen, für die erstinstanzliche Rechtsprechung Landgerichte. Auch das Amt Ulrichstein wurde im Zuge dieser Reform aufgelöst und aufgeteilt: Die Verwaltungsaufgaben wurden für den Bezirk des Gerichts Bobenhausen auf den Landratsbezirk Schotten übertragen, die Rechtsprechung auf das Landgericht Schotten. Die Verwaltungsaufgaben der Bezirke des Gerichts Felda und des Gerichts Storndorf fielen dem Landratsbezirk Romrod zu, die Rechtsprechung dem Landgericht Alsfeld.

## Recht
Im Amt Ulrichstein galt das Gemeine Recht. Es behielt seine Geltung im gesamten 19. Jahrhundert und wurde erst zum 1. Januar 1900 von dem einheitlich im ganzen Deutschen Reich geltenden Bürgerlichen Gesetzbuch abgelöst.